# 1564 год
1564 (ты́сяча пятьсо́т шестьдеся́т четвёртый) год  по юлианскому календарю — високосный год, начинающийся в субботу. Это 1564 год нашей эры, 4‑й год 7‑го десятилетия XVI века 2‑го тысячелетия, 5‑й год 1560‑х годов. Он закончился 461 год назад.
| Пн | Вт | Ср | Чт | Пт | Сб | Вс |
|    |    |    |    |    | 1  | 2  |
| 3  | 4  | 5  | 6  | 7  | 8  | 9  |
| 10 | 11 | 12 | 13 | 14 | 15 | 16 |
| 17 | 18 | 19 | 20 | 21 | 22 | 23 |
| 24 | 25 | 26 | 27 | 28 | 29 | 30 |
| 31 |    |    |    |    |    |    |

| Пн | Вт | Ср | Чт | Пт | Сб | Вс |
|    | 1  | 2  | 3  | 4  | 5  | 6  |
| 7  | 8  | 9  | 10 | 11 | 12 | 13 |
| 14 | 15 | 16 | 17 | 18 | 19 | 20 |
| 21 | 22 | 23 | 24 | 25 | 26 | 27 |
| 28 | 29 |    |    |    |    |    |

| Пн | Вт | Ср | Чт | Пт | Сб | Вс |
|    |    | 1  | 2  | 3  | 4  | 5  |
| 6  | 7  | 8  | 9  | 10 | 11 | 12 |
| 13 | 14 | 15 | 16 | 17 | 18 | 19 |
| 20 | 21 | 22 | 23 | 24 | 25 | 26 |
| 27 | 28 | 29 | 30 | 31 |    |    |

| Пн | Вт | Ср | Чт | Пт | Сб | Вс |
|    |    |    |    |    | 1  | 2  |
| 3  | 4  | 5  | 6  | 7  | 8  | 9  |
| 10 | 11 | 12 | 13 | 14 | 15 | 16 |
| 17 | 18 | 19 | 20 | 21 | 22 | 23 |
| 24 | 25 | 26 | 27 | 28 | 29 | 30 |

| Пн | Вт | Ср | Чт | Пт | Сб | Вс |
| 1  | 2  | 3  | 4  | 5  | 6  | 7  |
| 8  | 9  | 10 | 11 | 12 | 13 | 14 |
| 15 | 16 | 17 | 18 | 19 | 20 | 21 |
| 22 | 23 | 24 | 25 | 26 | 27 | 28 |
| 29 | 30 | 31 |    |    |    |    |

| Пн | Вт | Ср | Чт | Пт | Сб | Вс |
|    |    |    | 1  | 2  | 3  | 4  |
| 5  | 6  | 7  | 8  | 9  | 10 | 11 |
| 12 | 13 | 14 | 15 | 16 | 17 | 18 |
| 19 | 20 | 21 | 22 | 23 | 24 | 25 |
| 26 | 27 | 28 | 29 | 30 |    |    |

| Пн | Вт | Ср | Чт | Пт | Сб | Вс |
|    |    |    |    |    | 1  | 2  |
| 3  | 4  | 5  | 6  | 7  | 8  | 9  |
| 10 | 11 | 12 | 13 | 14 | 15 | 16 |
| 17 | 18 | 19 | 20 | 21 | 22 | 23 |
| 24 | 25 | 26 | 27 | 28 | 29 | 30 |
| 31 |    |    |    |    |    |    |

| Пн | Вт | Ср | Чт | Пт | Сб | Вс |
|    | 1  | 2  | 3  | 4  | 5  | 6  |
| 7  | 8  | 9  | 10 | 11 | 12 | 13 |
| 14 | 15 | 16 | 17 | 18 | 19 | 20 |
| 21 | 22 | 23 | 24 | 25 | 26 | 27 |
| 28 | 29 | 30 | 31 |    |    |    |

| Пн | Вт | Ср | Чт | Пт | Сб | Вс |
|    |    |    |    | 1  | 2  | 3  |
| 4  | 5  | 6  | 7  | 8  | 9  | 10 |
| 11 | 12 | 13 | 14 | 15 | 16 | 17 |
| 18 | 19 | 20 | 21 | 22 | 23 | 24 |
| 25 | 26 | 27 | 28 | 29 | 30 |    |

| Пн | Вт | Ср | Чт | Пт | Сб | Вс |
|    |    |    |    |    |    | 1  |
| 2  | 3  | 4  | 5  | 6  | 7  | 8  |
| 9  | 10 | 11 | 12 | 13 | 14 | 15 |
| 16 | 17 | 18 | 19 | 20 | 21 | 22 |
| 23 | 24 | 25 | 26 | 27 | 28 | 29 |
| 30 | 31 |    |    |    |    |    |

| Пн | Вт | Ср | Чт | Пт | Сб | Вс |
|    |    | 1  | 2  | 3  | 4  | 5  |
| 6  | 7  | 8  | 9  | 10 | 11 | 12 |
| 13 | 14 | 15 | 16 | 17 | 18 | 19 |
| 20 | 21 | 22 | 23 | 24 | 25 | 26 |
| 27 | 28 | 29 | 30 |    |    |    |

| Пн | Вт | Ср | Чт | Пт | Сб | Вс |
|    |    |    |    | 1  | 2  | 3  |
| 4  | 5  | 6  | 7  | 8  | 9  | 10 |
| 11 | 12 | 13 | 14 | 15 | 16 | 17 |
| 18 | 19 | 20 | 21 | 22 | 23 | 24 |
| 25 | 26 | 27 | 28 | 29 | 30 | 31 |

## События
- 1493—1593 — Столетняя хорватско-османская война. Серия вооружённых конфликтов между Королевством Хорватия и Османской империей[1].
- 1507—1622 — Португало-персидская война. Ряд вооружённых конфликтов между колониалистской Португалией и вассальным Ормузом, с одной стороны, и Сефевидской империей, поддерживаемой англичанами, с другой[2].
- 1511—1641 — Малайско-португальская война. Вооружённый конфликт XVI-XVII веков, в котором Малаккский султанат при поддержке империи Мин, Голландской Ост-Индской компании (с 1607) и Джохора безуспешно сопротивлялся Португальской империи, стремившейся захватить Малакку и установить контроль над торговлей между Индией и Китае[3].
- 1558—1566 — Португало-турецкая война[4].
- 1560—1570 — Монгольское завоевание Малвы[5].
- 1563—1564 — закончилась вторая Сиамо-бирманская война[6].
- 1563—1570 — Северная семилетняя война между Швецией и коалиции Дании[7].
  - 30 мая — датский флот выиграл сражение у острова Готланд[7].
  - 30 мая — шведский флот выиграл сражение у острова Борнхольм[7].
  - 14 августа — морская Вторая битва при Эланде[8].
- 4 июля — бежавший в ВКЛ Андрей Михайлович Курбский, получил должность ковельского старосты, пожалован от Сигизмунда II Августа волынскими местечками, Ковелем, Вижвой и Миляновичами с замками и с 28 сёлами, богатыми поместьями (до 10 сёл). Вскоре пожалован ещё упитскими имениями[9].
- 24 августа — битва на собачьем поле. Сражение близ столицы Силезии Вроцлава между войсками Священной Римской империи, действовавшими по приглашению изгнанного князя Збигнева из династии Пястов, и польским войском его сводного брата Болеслава III[10].

### Без точных дат
- Столкновения между народом и стражей в Антверпене во время казни монаха-расстриги Кристофа Фабрициуса.
- Дворянская оппозиция в Нидерландах сформировалась вокруг членов государственного совета: графа Эгмонта, принца Оранского и адмирала Горна. Отставка Антуана Гранвеллы и вывод испанских войск.
- После смерти Фердинанда его старший сын Максимилиан получил империю, второй сын Фердинанд — Тироль и Переднюю Австрию, Карл — Штирию, Каринтию и Крайну.
- Решение чешского сейма о том, что король не имеет права давать дворянское звание в Чехии иноземцам.
- 1564—1568 — хан Кучум вместе со старшим братом Ахмед-Гиреем правил в Сибирском ханстве насаждая ислам в своих владениях, для чего пригласил туда несколько духовных миссий из Средней Азии[11].
- Согласно Виленского привилея 1563 года, под давлением Римско-католической церкви, в Польшу допущены иезуиты (см. 1569 год)[12].

## Русское государство
Царствование: 1533—1584 — Иван IV Васильевич Грозный
- 1561—1570 — Русско-литовская война. Один из эпизодов русско-ливонской войны по А. И. Филюшкину[7].
- 1558—1583 — Ливонская война[7].
- 1 января — погребение митрополита Макария (ум. 31 декабря 1563) в Успенском соборе Московского кремля, на котором присутствует царь[13].
- 2 января — в результате посольства А. Ф. Нагово, отправленного в Крымское ханство в 1563 году, в Бахчисарае был заключён русско-крымский мирный договор, который был нарушен ханом Девлет I Гиреем через полгода[14].
- 26 января (по другим данным 29) — Битва при Чашниках (Битва при Улле), в ходе Ливонской войны[15]. 18-тысячная русская армия терпит жестокое поражение, командующий Пётр Иванович Шуйский погибает, что приводит к репрессиям[13].
  - 30 января — царь казнит бояр Юрия Ивановича Кашина-Оболенского и Михаила Петровича Репнина[13].
  - Март — подвергнут опале Дмитрий Иванович Хилков-Ряполовский. Казнены бояре Шереметевы[13].
  - 30 апреля — опасаясь опалы и преследований в ВКЛ из Дерпта бежит Андрей Михайлович Курбский в сопровождении 12 слуг. Мать, жена и сын Курбского оставшиеся в Юрьеве, подверглись опале и скончались в тюрьме. Вотчинные земли и другое их имущество было конфисковано и поступило в казну[9][13].
  - Осень — Шереметев Никита Васильевич подвергнут опале. После мучительных пыток казнён[16].
- 9 февраля (по другим данным 2 февраля) — в царском присутствии заседание церковного собора и Боярской думы принимают решение о «белом клобуке митрополита». С этого времени, клобук, как знак высшей церковной власти, должен был носить московский митрополит. На совещании было подтверждено правовое подчинение новгородского архиепископа митрополиту Всея Руси[13][17].
  - 24 февраля 1564—1566 — Афанасий избран митрополитом Московским и всея Руси[17].
  - 5 марта — с одобрения царя и решением церковного собора на митрополию поставлен бывший протоиерей кремлёвского Благовещенского собора и духовник царя — Афанасий[13][17].
  - 12 марта — Афанасий поставил выходца из Иосифова Волоколамского монастыря Германа (Садырева-Полева) на Казанскую кафедру[17].
  - Весна—лето — Афанасий поставил настоятеля Троице-Сергиева монастыря Елевферия на Суздальскую кафедру[17].
- 1 марта (по старому стилю) — по царскому велению и на его деньги выпущен «Апостол» Ивана Фёдорова и Петра Тимофеевича Мстиславца — первая точно датированная русская книга. Сохранилось несколько книг без указания даты, которые считаются напечатанными раньше «Апостола»[13].
- Март — прощён Шереметев Иван Васильевич Большой попавший в опалу в 1563 году[18].
- 2 июля — поражение русских войск на реке Улле (близ Полоцка) и под Оршей (не путать с Битвой при Чашниках в январе)[15].
- Июль — первая попытка русских войск взять крепость Озерище[19].
- Июль — Иван Грозный предпринимает наступление на Мстиславль, но никаких существенных результатов оно не даёт[13].
- Лето — А. М. Курбский посылает царю послание с обвинениями в чрезмерных жестокостях, оправдывая свой побег. Иван Грозный ответил беглому воеводе, тем самым начинает свою знаменитую — Переписку[13].
- Сентябрь — октябрь — поход 70-тысячной польско-литовской армии на Русское государство, участником которого вместе с князем Б. Ф. Борецким впервые стал воеводой Передового полка А. М. Курбский[9].
- Сентябрь — безуспешная трёхнедельная осада Полоцка литовскими войсками Григория Ходкевича, в которой принимал А. М. Курбский[9].
- Осень — Иван Грозный посылает войска отражать нападения на Чернигов и Полоцк[13].
- Осень — согласованное с литовским наступлением на западе, состоялся крупный набег войск Крымского ханства Девлет-Гирея, в ходе которого были разорены рязанские земли[20].
- Ноябрь — русскими войсками взята крепость Озерище[19].
- 3 декабря — отъезд Ивана Грозного вместе с семьёю, придворными, военной охраной и дворцовой казной, а также иконами, крестами и церковной утварью на 4.000 санях покидают Москву, сначала едут в Коломну, затем в Александровскую Слободу[13].
  - 3 декабря — по пути в Александровскую слободу царская семья заезжает в село Коломенское на праздник Николы Чудотворца (память 6 декабря)[21].\
  - Зима 1564/1565 — Афанасий, митрополит Московский и всея Руси, становится одним из главных организаторов делегации духовных и светских лиц, направленной к царю с просьбой вернуться в столицу[17].
- Сибирский хан Кучум подтвердил свои даннические обязательства перед русским правительством и до 1571 года платил ясак в размере 1 тысячи соболей. При этом зависимость Сибирского ханства от Русского государства носила условный характер[11].
- 1564/1565 — Тутаев передан царём во владение татарским мурзам. С начавшимся переселением в город татар связывается развитие овцеводства и появления романовской породы овец[22].
- 1564—1566 — на углах паперти Благовещенского собора Московского Кремля возведены 4 придела, над основным объёмом — 2 глухих барабана с главами[23].
- Пожалован боярством: Мстиславский Василий Иванович[24].
- Местничество: царский наказ князьям Вяземским, Ржевским и Милославскому И. Ф., что если они сойдутся полками, то быть им без мест[25].
- 1564—1581 — Александров (Александровская слобода) резиденция Ивана Грозного, фактически столица Русского государства (см. 1505 год)[26].
- Впервые в разрядах упоминается город Чекалин[27].

## Начало правления
См. также: Список глав государств в 1564 году
- 1564—1605 — глава европейских кальвинистов Теодор Беза (1519—1605).
- 1564—1576 — император Священной Римской империи, король Венгрии (до 1572) и Чехии (до 1575) Максимилиан II.

## Родились

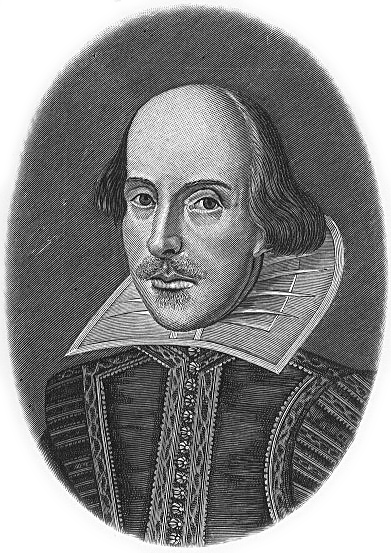
Уильям Шекспир

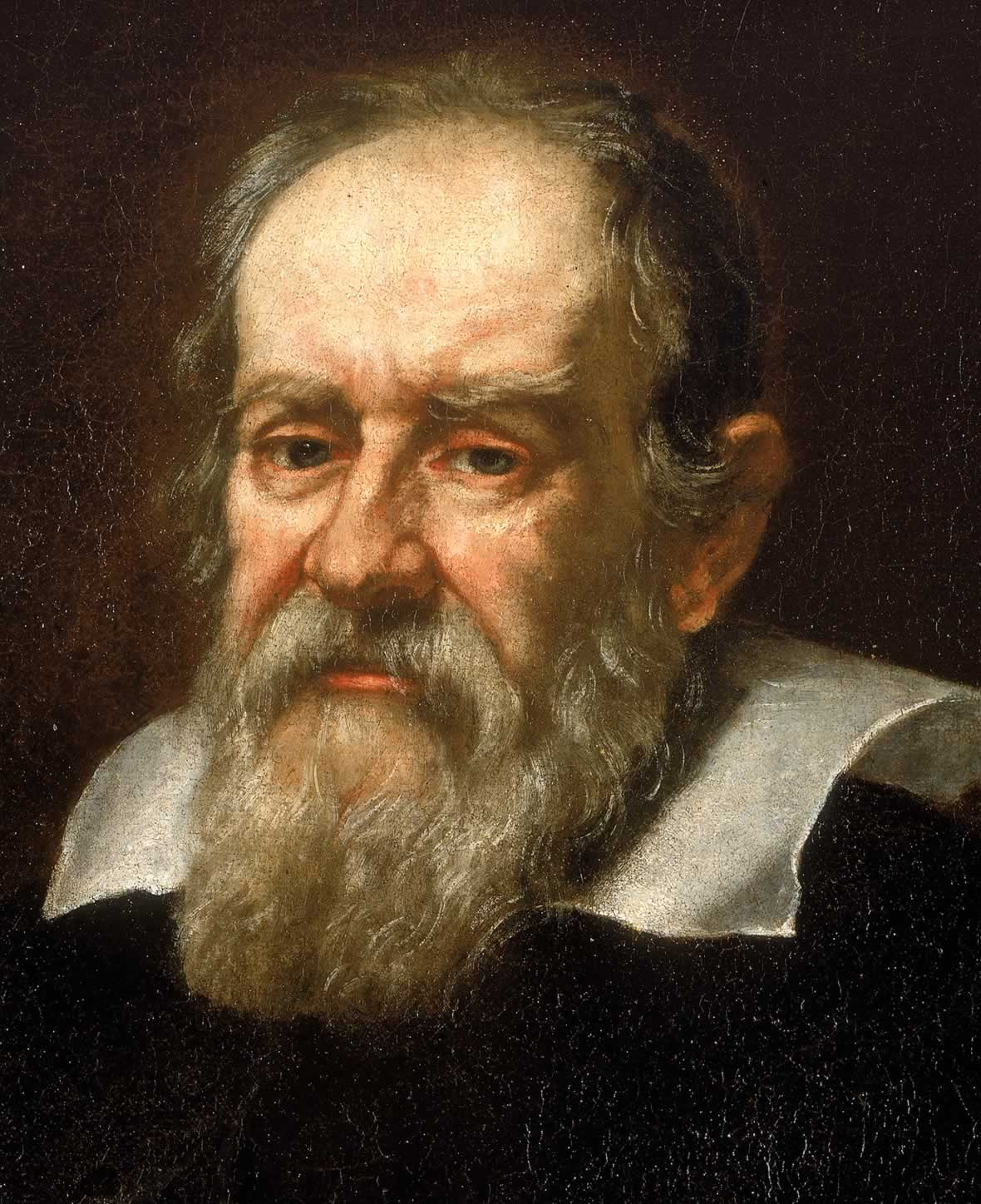
Галилей

См. также: Категория:Родившиеся в 1564 году
- 15 февраля — Галилео Галилей (1564—1642), итальянский физик и астроном.
- апрель — Уильям Шекспир (1564—1616), английский драматург.
- Уильям Адамс — английский мореплаватель, штурман и торговец. Считается первым британцем, достигшим берегов Японии.
- Абрахам Блумарт — нидерландский художник.
- Федерико Борромео — итальянский священник, кардинал с 1587, архиепископ Милана с 1595, покровитель искусств и наук.
- Генрих Юлий Брауншвейг-Вольфенбюттельский — герцог Брауншвейг-Вольфенбюттельский с 1589 года, первый ректор протестантского Гельмштедтского университета, основанного его отцом, герцогом Юлием, которому он и наследовал.
- Кристофер Марло — английский поэт, переводчик и драматург елизаветинской эпохи, один из наиболее выдающихся предшественников Шекспира.
- Франсиско Пачеко — испанский художник, теоретик искусства и поэт, учитель таких мастеров кисти, как Веласкес и Кано, оказавший серьёзное влияние на развитие живописи в Испании в XVII столетии.
- Давид Фабриций — пастор в Восточной Фрисландии, известный своими работами в астрономии.
- Ханс Лео Хаслер — немецкий композитор и органист.

## Скончались

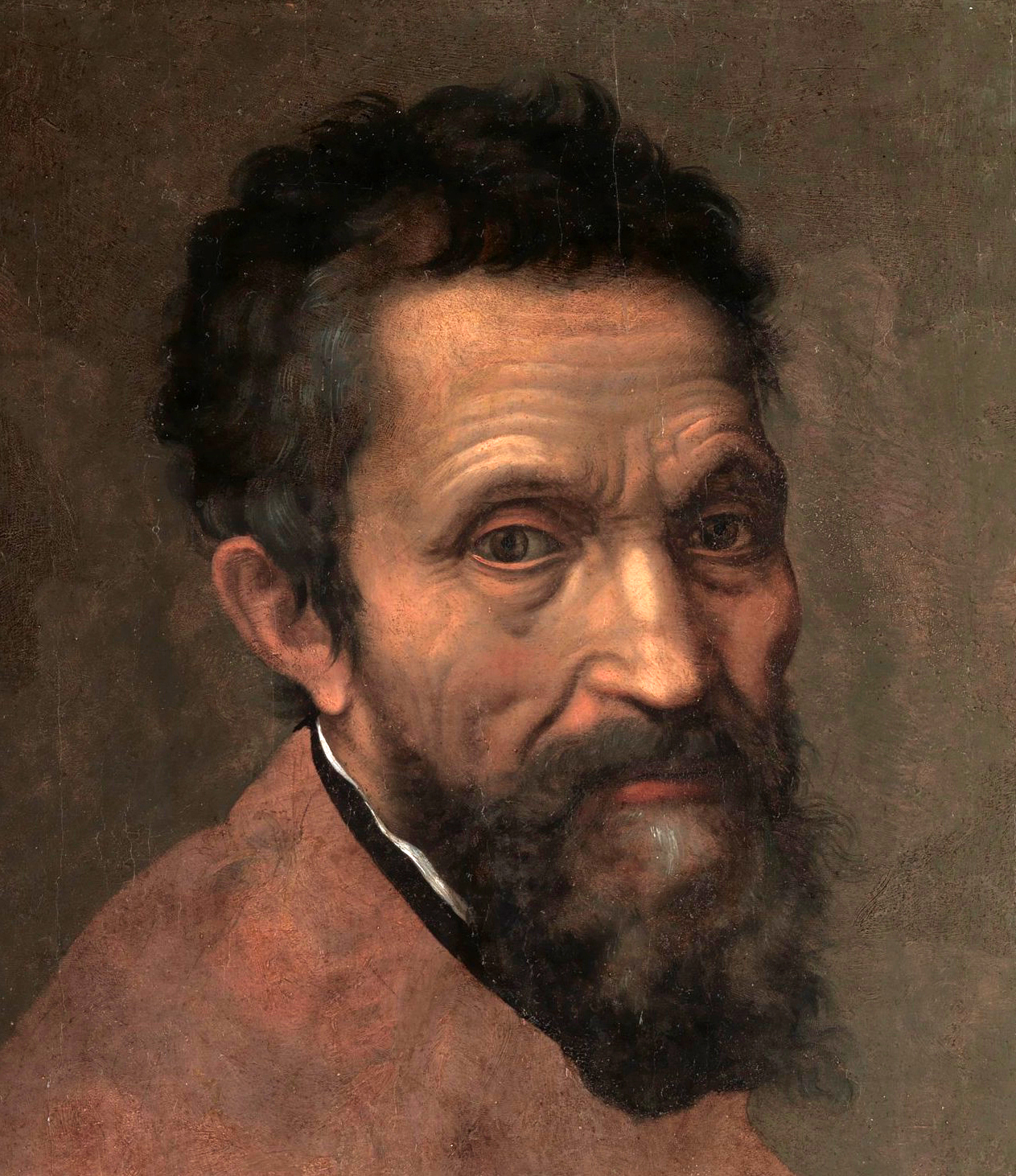
Микеланджело

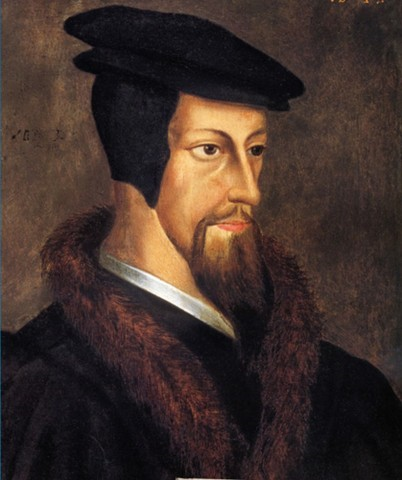
Жан Кальвин

См. также: Категория:Умершие в 1564 году
- 26 января — Пётр Иванович Шуйский, русский военный и государственный деятель.
- 18 февраля — Микеланджело Буонарроти, итальянский скульптор, художник и поэт.
- Андреас Везалий — врач и анатом, лейб-медик Карла V, потом Филиппа II. Младший современник Парацельса, основоположник научной анатомии.
- Жан Кальвин — французский богослов, реформатор церкви, основатель кальвинизма.
- Фердинанд I — король Венгрии и Богемии с 1526 года, император Священной Римской империи с 1556 (формально с 1558) года, родоначальник младшей (австрийской) ветви дома Габсбургов. Также был эрцгерцогом Австрии, и именно в его правление Австрией турки потерпели поражение под Веной (1529).
- Осень — Шереметев Никита Васильевич, казнён после мучительных пыток[16].
- Глинский Василий Михайлович — русские военный и государственный деятель, боярин (1561/62)[28].
- Вишневецкий Дмитрий Иванович — князь литовский и русский военный деятель[29].